# Atletismo nos Jogos Paralímpicos de Verão de 2012 - Salto em distância feminino
As competições de salto em distância feminino do atletismo nos Jogos Paralímpicos de Verão de 2012 foram disputadas entre os dias 31 de agosto e 7 de setembro no Estádio Olímpico de Londres, na capital britânica. Participaram desse evento atletas divididos em 6 classes diferentes de deficiência. No caso de um evento englobar mais de uma classe, uma equação é utilizada para compensar alguma deficiência mais severa de um atleta de classe inferior. Inclusive, pode haver a quebra de mais de um recorde mundial ou paralímpico dentro da mesma prova, se ocorrer em classes diferentes.

## Medalhistas

### Classe F11/12
| Ouro   | UKR Oksana Zubkovska |
| Prata  | CHN Juntingxian Jia  |
| Bronze | BLR Anna Kaniuk      |

### Classe F13
| Ouro   | RSA Ilse Hayes       |
| Prata  | ALG Lynda Hamri      |
| Bronze | GRE Anthi Karagianni |

### Classe F20
| Ouro   | POL Karolina Kucharczyk |
| Prata  | RUS Krestina Zhukova    |
| Bronze | CRO Mikela Ristoski     |

### Classe F37/38
| Ouro   | RUS Margarita Goncharova |
| Prata  | UKR Inna Stryzhak        |
| Bronze | CHN Yuanhang Cao         |

### Classe F42/44
| Ouro   | AUS Kelly Cartwright    |
| Prata  | GBR Stefanie Reid       |
| Bronze | FRA Marie-Amélie Le Fur |

### Classe F46
| Ouro   | RUS Nikol Rodomakina |
| Prata  | AUS Carlee Beattie   |
| Bronze | CHN Jingling Ouyang  |

## F11/12
| Pos. | Atleta                                     | Classe | 1    | 2    | 3    | 4    | 5    | 6    | Marca | Pontos | Notas                |
| ---- | ------------------------------------------ | ------ | ---- | ---- | ---- | ---- | ---- | ---- | ----- | ------ | -------------------- |
| 1 !  | UKR Oksana Zubkovska                       | F12    | 6,17 | 6,41 | 6,41 | x    | -    | 6,60 | 6,60  | 1065   | Recorde mundial      |
| 2 !  | CHN Juntingxian Jia                        | F11    | 4,73 | x    | 4,26 | 4,58 | x    | 4,57 | 4,73  | 930    | Recorde asiático     |
| 3 !  | BLR Anna Kaniuk                            | F12    | 5,34 | 5,83 | x    | 5,78 | 5,67 | 5,73 | 5,83  | 889    | =                    |
| 4    | MEX Gabriela Viridiana González Santa Cruz | F11    | 4,03 | 4,38 | 4,07 | 4,06 | x    | 3,96 | 4,38  | 856    | Recorde pessoal      |
| 5    | ESP Sara Martínez                          | F12    | 5,55 | 5,43 | 5,25 | 5,29 | 5,40 | 5,66 | 5,66  | 844    | Recorde pessoal      |
| 6    | JPN Shiho Watanabe                         | F11    | 4,01 | 3,97 | 3,99 | 4,00 | 4,22 | 3,92 | 4,22  | 815    |                      |
| 7    | BLR Volha Zinkevich                        | F12    | 5,16 | 5,52 | 5,51 | 5,40 | 5,36 | 5,52 | 5,52  | 804    |                      |
| 8    | GRE Paraskevi Kantza                       | F11    | x    | 3,77 | 3,97 | x    | 3,90 | x    | 3,97  | 740    |                      |
| 9    | CHN Miaomiao Liu                           | F12    | 5,15 | 5,19 | 5,11 | -    | -    | -    | 5,19  | 705    | Recorde da temporada |
| 10   | BRA Alice de Oliveira Correa               | F12    | 4,61 | 4,47 | x    | -    | -    | -    | 4,61  | 519    | Recorde pessoal      |

## F13
| Pos. | Atleta                | 1    | 2    | 3    | 4    | 5    | 6    | Marca | Notas                |
| ---- | --------------------- | ---- | ---- | ---- | ---- | ---- | ---- | ----- | -------------------- |
| 1 !  | RSA Ilse Hayes        | x    | 5,70 | x    | 5,51 | x    | 5,52 | 5,70  |                      |
| 2 !  | ALG Lynda Hamri       | x    | 5,31 | 5,28 | 5,22 | 5,23 | 5,17 | 5,31  | Recorde pessoal      |
| 3 !  | GRE Anthi Karagianni  | x    | 5,09 | 5,16 | 4,78 | 4,88 | 5,09 | 5,16  |                      |
| 4    | UKR Iulia Korunchak   | 4,83 | 5,01 | 5,13 | 4,81 | 4,87 | 4,79 | 5,13  | Recorde da temporada |
| 5    | AUS Jessica Gallagher | 4,82 | 4,92 | 5,03 | x    | 4,90 | 4,82 | 5,03  |                      |
| 06 ! | RSA Johanna Pretorius |      |      |      |      |      |      | DNS   |                      |

## F20
| Pos. | Atleta                   | 1    | 2    | 3    | 4    | 5    | 6    | Marca | Notas                |
| ---- | ------------------------ | ---- | ---- | ---- | ---- | ---- | ---- | ----- | -------------------- |
| 1 !  | POL Karolina Kucharczyk  | 5,78 | 5,80 | 5,93 | 5,79 | 6,00 | 5,64 | 6,00  | Recorde mundial      |
| 2 !  | RUS Krestina Zhukova     | 5,36 | 5,36 | 5,26 | 5,16 | 5,38 | 5,32 | 5,38  |                      |
| 3 !  | CRO Mikela Ristoski      | 5,14 | 5,07 | 5,28 | 4,75 | 5,27 | 5,15 | 5,28  |                      |
| 4    | AUS Stephanie Schweitzer | x    | x    | 4,79 | x    | x    | x    | 4,79  |                      |
| 5    | SWE Emma Eriksson        | 4,78 | 4,42 | 4,13 | 4,45 | 4,41 | 4,32 | 4,78  | Recorde pessoal      |
| 6    | POR Raquel Cerqueira     | 4,57 | x    | 4,42 | 4,52 | 4,58 | 4,30 | 4,58  |                      |
| 7    | CZE Veronika Skuhrovska  | x    | 4,10 | 4,18 | 4,07 | 4,38 | 4,18 | 4,38  | Recorde da temporada |
| 8 !  | TUN Rabia Benhaj Ahmed   | x    | -    | -    | -    | -    | -    | NM    |                      |

## F37/38
| Pos. | Atleta                         | Classe | 1    | 2    | 3    | 4    | 5    | 6    | Marca | Pontos | Notas               |
| ---- | ------------------------------ | ------ | ---- | ---- | ---- | ---- | ---- | ---- | ----- | ------ | ------------------- |
| 1 !  | RUS Margarita Goncharova       | F38    | 4,64 | 4,78 | 4,84 | 4,51 | 4,76 | x    | 4,84  | 1009   | Recorde paralímpico |
| 2 !  | UKR Inna Stryzhak              | F38    | 4,79 | 4,68 | x    | 4,57 | 4,38 | x    | 4,79  | 1004   |                     |
| 3 !  | CHN Yuanhang Cao               | F37    | 4,40 | 4,25 | 4,24 | x    | 4,06 | 4,16 | 4,40  | 993    | Recorde paralímpico |
| 4    | LTU Ramunė Adomaitienė         | F38    | 4,61 | 4,67 | 4,47 | 4,46 | 4,40 | 4,53 | 4,67  | 992    |                     |
| 5    | TUN Neda Bahi                  | F37    | 4,17 | 4,09 | 4,09 | 4,35 | x    | x    | 4,35  | 987    | Recorde africano    |
| 6    | POL Marta Langner              | F37    | 4,20 | x    | x    | x    | 4,15 | 4,10 | 4,20  | 965    |                     |
| 7    | IRL Heather Jameson            | F37    | 3,64 | 4,11 | x    | x    | 2,95 | 3,89 | 4,11  | 950    | Recorde pessoal     |
| 8    | ISL Matthildur Þorsteinsdóttir | F37    | x    | 3,63 | 4,07 | 3,83 | 4,08 | 4,03 | 4,08  | 944    |                     |
| 9    | GER Maike Hausberger           | F37    | 3,88 | 3,84 | x    | -    | -    | -    | 3,88  | 900    |                     |
| 10   | NAM Johanna Benson             | F37    | x    | 3,71 | 3,61 | -    | -    | -    | 3,71  | 851    |                     |
| 11   | AUS Katy Parrish               | F38    | x    | 3,82 | 3,62 | -    | -    | -    | 3,82  | 811    |                     |
| 12   | LAT Liene Grutzite             | F37    | 3,40 | 3,35 | x    | -    | -    | -    | 3,40  | 733    |                     |

## F42/44
| Pos. | Atleta                  | Classe | 1    | 2    | 3    | 4    | 5    | 6    | Marca | Pontos | Notas                |
| ---- | ----------------------- | ------ | ---- | ---- | ---- | ---- | ---- | ---- | ----- | ------ | -------------------- |
| 1 !  | AUS Kelly Cartwright    | F42    | 3,98 | 4,16 | 4,38 | 4,29 | 4,32 | x    | 4,38  | 1030   | Recorde mundial      |
| 2 !  | GBR Stefanie Reid       | F44    | x    | 5,08 | 5,28 | 4,65 | x    | 4,96 | 5,28  | 1023   | Recorde paralímpico  |
| 3 !  | FRA Marie-Amélie Le Fur | F44    | x    | 4,84 | 4,79 | 5,06 | x    | 5,14 | 5,14  | 1010   |                      |
| 4    | NED Iris Pruysen        | F44    | 4,87 | 4,49 | 4,73 | 4,74 | 4,54 | 4,64 | 4,87  | 976    | Recorde pessoal      |
| 5    | GER Katrin Green        | F44    | 4,75 | 4,57 | 4,85 | 4,35 | x    | 4,55 | 4,85  | 973    | Recorde da temporada |
| 6    | GER Vanessa Low         | F42    | x    | 3,69 | 3,88 | 3,91 | 3,47 | 3,93 | 3,93  | 968    |                      |
| 7    | CHN Juan Wang           | F44    | x    | 4,80 | 4,32 | 4,79 | x    | 4,53 | 4,80  | 965    | Recorde asiático     |
| 8    | JPN Maya Nakanishi      | F44    | x    | 4,66 | 4,71 | 4,79 | 4,32 | x    | 4,79  | 963    |                      |
| 9    | JPN Mami Sato           | F44    | 4,70 | x    | x    | -    | -    | -    | 4,70  | 947    | Recorde pessoal      |
| 10   | NED Suzan Verduijn      | F44    | 4,48 | 4,49 | 4,53 | -    | -    | -    | 4,53  | 912    |                      |
| 11   | NED Marije Smits        | F42    | x    | 3,59 | 3,52 | -    | -    | -    | 3,59  | 881    |                      |
| 12   | POL Ewa Zielińska       | F42    | 3,38 | 3,48 | 3,50 | -    | -    | -    | 3,50  | 849    | Recorde da temporada |
| 13   | ITA Martina Caironi     | F42    | 3,18 | x    | 3,50 | -    | -    | -    | 3,50  | 849    |                      |
| 14   | GER Jana Schmidt        | F42    | 3,42 | x    | x    | -    | -    | -    | 3,42  | 818    |                      |
| 15   | JPN Saki Takakuwa       | F44    | 3,84 | 3,91 | 3,88 | -    | -    | -    | 3,91  | 707    |                      |

## F46
| Pos, | Atleta                | 1    | 2    | 3    | 4    | 5    | 6    | Marca | Notas                |
| ---- | --------------------- | ---- | ---- | ---- | ---- | ---- | ---- | ----- | -------------------- |
| 1 !  | RUS Nikol Rodomakina  | 5,63 | 5,60 | 5,50 | 5,62 | 5,40 | 5,63 | 5,63  | Recorde da temporada |
| 2 !  | AUS Carlee Beattie    | x    | x    | 5,34 | x    | 5,38 | 5,57 | 5,57  |                      |
| 3 !  | CHN Jingling Ouyang   | 5,20 | 5,41 | 5,33 | 5,25 | 5,32 | 5,34 | 5,41  | Recorde africano     |
| 4    | BRA Sheila Finder     | 5,03 | 5,07 | 4,99 | 4,92 | 4,79 | 4,87 | 5,07  |                      |
| 5    | SVK Lenka Gajarska    | 4,68 | 4,70 | x    | 4,49 | 4,67 | x    | 4,70  | =                    |
| 6    | GRE Styliani Smaragdi | 4,55 | x    | 4,52 | 4,68 | 4,57 | 4,47 | 4,68  |                      |

Legenda
| Recorde mundial      | Recorde mundial (World record)               |                       | Recorde africano                      | Recorde africano (African) |                                           | Q | Classificado por posição (Qualified) |
| Recorde paralímpico  | Recorde paralímpico (Paralympic record)      | Recorde da América    | Recorde da América (Americas)         | q                          | Classificado por melhor tempo (Qualified) |   |                                      |
| Melhor marca do ano  | Melhor marca do ano (World leading)          | Recorde asiático      | Recorde asiático (Asian)              | DNS                        | Não largou (Did not start)                |   |                                      |
| Recorde nacional     | Recorde nacional (National record)           | Recorde europeu       | Recorde europeu (European)            | DNF                        | Não terminou (Did not finish)             |   |                                      |
| Recorde pessoal      | Recorde pessoal do atleta (Personal best)    | Recorde da Oceania    | Recorde da Oceania (Oceania)          | DSQ / DQ                   | Desclassificado (Disqualified)            |   |                                      |
| Recorde da temporada | Recorde da temporada do atleta (Season best) | Recorde sul-americano | Recorde sul-americano (South America) | NM                         | Sem marca (No mark)                       |   |                                      |